# La Vinya (Sant Quirze de Besora)
La Vinya és una masia de Sant Quirze de Besora (Osona) inclosa a l'Inventari del Patrimoni Arquitectònic de Catalunya.

## Descripció
Mas de planta quadrada amb un cos afegit a llevant. Té un pis i golfes i és cobert per una teulada de dues vessants de teula àrab. La casa és orientada al sud i precedida per una petita era delimitada per un cobert a llevant i pel pendent de la muntanya a ponent. Aquest pendent fa que al seu interior hi hagi dos nivells diferents, essent el sòl més elevat a ponent. Els materials constructius són la tàpia al cos de ponent i la pedra al central, mentre que el terrat afegit tardanament a llevant és de totxana, tot plegat recobert per una capa de sorra i ciment. Al nivell superior del cos de llevant hi podem veure una petita galeria.

## Història
Per bé que apareix freqüentment a la documentació al llarg de tota l'Edat Mitjana, la casa que avui es pot veure data possiblement del segle xviii, amb importants reformes estructurals del segle xx. El cos inicial era el de ponent, realitzat amb tàpia i embigats de roure. Als anys 20 del segle xx va ser ampliat amb la construcció d'un altre cos cap a llevant, i als 60 es va construir el terrat a llevant del darrer cos. Tot plegat va ser arrebossat per a donar-hi una certa unitat. L'ús de materials moderns li ha donat un aire poc agraciat. Actualment segueix essent una petita explotació agrària portada pels propietaris, els quals hi habiten permanentment. El seu estat de conservació és bo.